# Wilfried König (Chemiker)
Wilfried A. König (* 28. Oktober 1939 in Römerstadt; † 19. November 2004 in Hamburg) war ein deutscher Chemiker.

## Leben
Nach dem Zweiten Weltkrieg verschlug es den geborenen Sudetendeutschen zusammen mit seiner Familie in die Bundesrepublik. In Tübingen begann König 1959 ein Chemiestudium. Hier wurde er 1959 Mitglied im Unitas-Verband. 1968 promovierte er bei dem damaligen Nestor der analytischen organischen Chemie in Deutschland Ernst Bayer (1927–2002). Er wurde Postdoc in Houston/Texas. In Tübingen habilitierte er sich 1974 und bekam 1975 einen Lehrstuhl für analytische und organische Chemie in Hamburg.
Die chromatografische Enantiomerentrennung wurde zu seinem Hauptforschungsgebiet. 1988 entwickelte er mit modifizierten Cyclodextrinen als Trägersubstanz eine neue Methode der enantioselektiven Gaschromatographie. Inzwischen gehört sie zu den Standards der Analytik von Racematen. Außerdem leistete er einen wichtigen Beitrag zur Strukturidentifizierung komplizierter Naturstoffe, vor allem Abbauprodukte von Organismen durch Massenspektrometrie. Hierbei verbesserte er unter anderem die Fast-Atom-Bombardment-Ionisationstechnik zur Peptid-Analyse. 2004 wurde er mit dem Golay Award geehrt.

## Schriften
- mit Daniel Joulain: The Atlas of Spectral Data of Sesquiterpene Hydrocarbons. EB-Verlag, Hamburg 1998, ISBN 3-930826-48-8.
- Gas Chromatographic Enantiomer Separation with Modified Cyclodextrins. Hüthig, Heidelberg 1992, ISBN 3-7785-2026-1.
- Massenspektrometrische Untersuchungen an Peptiden. Tübingen 1968 (Tübingen, Univ., Mathemat.-Naturwiss. Fakultät, Diss., 24. Juni 1968).